# José Luis Jordán Peña
Pour les articles homonymes, voir Jordán (homonymie) et Peña (homonymie).
Jordán  Peña est un nom espagnol. Le premier nom de famille, en général paternel, est Jordán ; le second, en général maternel, souvent omis, est Peña.
José Luis Jordán Peña, né le 13 octobre 1931 à Alicante et mort le 9 septembre 2014 à Madrid, est un technicien en télécommunications espagnol, connu pour avoir avoué être l'auteur, de 1966 à 1988, d'un grand nombre de lettres dactylographiées, parfois illustrées de croquis aux crayons de couleurs, censées être des messages que les habitants d'une hypothétique planète Ummo auraient adressés aux Terriens. D'autres « manipulateurs » auraient ensuite pris sa suite après son accident vasculaire cérébral en 1988. En 1993, les aveux de Jordán mettaient un terme à ce qu'on a appelé l'affaire Ummo.

## Biographie
Technicien supérieur en télécommunications, il est d'abord professeur de sciences dans un collège technique (en physique et en électronique). Il poursuit parallèlement une intense activité de délation auprès des autorités franquistes : « C'est là que j'ai connu un agent de la Brigade Sociale que je rencontrais à la « Foi Catholique », entité de la Compagnie de Jésus dirigée par le père Sánchez de León. Nous nous consacrions à dénoncer aux autorités franquistes, les protestants, témoins de Jéhovah, rotariens, francs-maçons… » (lettre du 01-04-1997 à R. Farriols).
Au début des années 1960, il suit quelques stages de psychologie d'entreprise.

## Les lettres
Les premières « lettres ummites » recensées sont celles reçues en 1966 (pour un total connu d'environ 265 pages dactylographiées reçues sur l'année 1966) par plusieurs destinataires et en particulier Fernando Sesma, animateur d’une association espagnole ésotérique, « les Amis de l'espace », dont les membres se réunissent régulièrement dans un bar dénommé La ballena allegre (« la baleine joyeuse ») à Madrid (malgré leurs incohérences, ces lettres devaient rencontrer un certain écho dans la mouvance pro-ovni mais aussi auprès d'autres personnalités qui, par la suite, furent ou non destinataires de ces missives marquées du sigle « ummo » )+().
Jordán, qui assiste aux réunions comme d'autres étudiants de l'époque, décide de passer à l'action. Ainsi qu'il le reconnaîtra quelques décennies plus tard, il téléphone à Sesma le 14 janvier 1966, se présentant comme Dei-98, habitant de la planète Ummo, pour lui annoncer l'envoi de lettres. Pour donner à sa voix un son nasillard, il a fabriqué un déformateur électrique.
Le 17 janvier 1970, Jordán fonde l’association « ErIdani AEC », en insistant sur le caractère général des investigations, y compris parapsychologiques. Elle sera dissoute en 1975[réf. souhaitée].

## Les «observations directes» où il est impliqué

### Aluche (6 février 1966)
Le 6 février 1966, à Aluche, Jordán affirme être témoin de la descente et de la remontée d'un ovni. Il fait deux témoignages, l'un tout de suite par téléphone à José Luis Pimentel pour la revue Porqué et l'autre presque trois semaines plus tard, par écrit, sur la demande du journaliste Eugenio Danyans. Il sait que son ami Ortuño a aussi été témoin. Le témoignage d'Ortuño de son côté est clair et homogène bien que tardif (plus de deux ans plus tard). Son lien avec Jordán ne sera mis en évidence que plusieurs années plus tard par un journaliste espagnol (en 1989, Ortuño avoua son amitié avec Jordán d'avant 1966, et renouvela son affirmation initiale de l'observation d'un ovni à Aluche 23 ans auparavant, le 6 février 1966, depuis la fenêtre de son appartement de l'avenue Rafael Finat). À l'endroit où le vaisseau extraterrestre était censé s'être posé, on pouvait observer trois traces de sa position au sol, dont Jordán avouera ensuite la fabrication,.

### San José de Valderas (1erjuin 1967)
Trois témoins déclarent avoir vu un vaisseau dans le ciel, ils resteront anonymes, mais seront interviewés par Jordán. Trois analyses indépendantes (Claude Poher du CNES, une équipe américaine et une équipe espagnole) considèrent que les sept photos provenant de deux pellicules différentes sont truquées : alors qu'elles sont censées avoir été prises par différents témoins, l'analyse fait ressortir qu'elles ont toutes été prises avec le même appareil, selon le même angle et depuis la même distance, et sur le même type de pellicule. En revanche les conclusions de la Guardia Civil (en 1996) au sujet des négatifs de l'« ovni ummite » ne seront pas aussi affirmatives. On retrouve aussi des petits tubes de plastique marqués du sigle « Ummo » dans la ville voisine de Santa Monica. L'analyse conclut à un matériau connu mais non commercialisé.
L'arrivée de la nef ummite aurait été annoncée par une lettre datée du 27 mai, lue le 30 mai dans un bar de Madrid et signée de très nombreux présents à cette réunion.

## Aveux
Le 2 avril 1993, une lettre ummite, expédiée de Cuba, suggère à Rafael Farriols de questionner Jordán sur l'affaire. En réponse, Jordán envoie une longue lettre où il confesse être auteur de lettres mais sans autre explication :
« Je me suis décidé à créer un mythe appelé Ummo, en l’ornant d’un faux atterrissage et de fausses traces. Le montage a été presque parfait. Je l’ai lancé au moyen de lettres anonymes, agrémentées d’informations pseudoscientifiques, en causant l’intérêt que l’on devine. Ultérieurement, à cause d’un journaliste, Javier Sierra, je me suis décidé à révéler l’Affaire. […] Pour simuler la caractéristique voix ummite, j’utilisai un appareil électrique de distorsion que je construisis moi-même, et qui donnait à ma voix, ou à celle de quiconque l’utilisait, une résonance métallique et nasillarde. Je me revois écrivant les rapports les samedis et dimanches après-midi, profitant de mes voyages en France, en Angleterre, etc., ou des voyages de mes amis, pour y poster les lettres […]. Je me repens d’avoir créé une expérience que je considère immorale et qui s’est retournée contre moi ».
Il prépare alors pour une revue sceptique espagnole un article intitulé « Ummo, un autre mythe qui s'effondre », qui paraît à l'été. Jordán y déclare avoir décidé de monter l'expérience Ummo pour vérifier sa théorie d'une paranoïa inclinant 80 % de l'humanité (dont lui-même) à croire au paranormal[réf. souhaitée].
Dix-huit ans plus tard, dans une lettre adressée à Ignacio Darnaude et postée le 5 novembre 2010, José Luis Jordán Peña apporte de nouveaux éclaircissements sur l'affaire. Celle-ci serait bien son œuvre, mais non en totalité : des plaisantins imitant son style sont les auteurs de certains écrits et lettres. Il précise aussi que des collaborateurs (par exemple Vicente Ortuno, Norman West, John Child, M. Carrascosa, Alberto Borras, T. Pastrami, Sean O’Connelly, Iker J.) envoyaient des lettres de lieux éloignés et qu'il a créé le personnage fictif de John Axee pour mieux diffuser ses connaissances. Il rapporte avoir été contacté au départ par deux docteurs américains (il affirmait auparavant qu'il s'agissait d'agents de la CIA) travaillant pour un organisme étranger qui lui ont proposé, moyennant salaire, de réaliser une expérience sociologique dans l'intérêt de la culture occidentale, ce qu'il avait accepté.

## Disparition
José Luis Jordán Peña est mort le 9 septembre 2014 à Madrid.

## Publications
Dans la collection « Biblioteca Básica de los temas occultos », dirigée par Jiménez del Oso. 
- Los poderes mágicos, Ediciones Uve, Madrid, Madrid, 1980,  (ISBN 8485609271 et 9788485609277)
- Espíritus y duendes: Las casas encantadas, Ediciones Uve, Madrid, Madrid, 1980,  (ISBN 8485609352 et 9788485609352)
- Los poderes mágicos. De los estigmatizados a los superdotados y faquires, Ediciones Uve, Madrid, 1980,   (ISBN 8485609271 et 9788485609277)
- Poltergeist. Casas encantadas, Editorial Espacio y tiempo, 1992